# 나탈리야 예프리캰
나탈리야 아라이코브나 예프리캰(러시아어: Ната́лья Ара́иковна Еприкя́н, 아르메니아어: Նատալյա Արայիկի Եփրիկյան, 1978년 4월 19일 ~ )은 러시아의 아르메니아계 배우이다.